# نيل فرانكلين
نيل فرانكلين (بالإنجليزية: Neil Franklin)‏ (و. 1922 – 1996 م) هو لاعب كرة قدم، ومدرب كرة القدم، من المملكة المتحدة، ولد في ستوك أون ترينت، مركز لعبه هو مُدَافِع، توفي في ستوك أون ترينت، عن عمر يناهز 74 عاماً.

## روابط خارجية
- نيل فرانكلين على موقع ناشيونال فوتبول تيمز (الإنجليزية)